# Ángel Bossio
Ángel Bossio (5. maj 1905 – 31. august 1978) var en argentinsk fodboldspiller (målmand).
Han var en del af det argentinske landshold, der vandt sølv ved både OL i 1928 og ved VM i 1930. Begge gange med finalenederlag til Uruguay. I 1929 hjalp han landet til sejr i Copa América.
Bossio spillede på klubplan primært hos de hjemlige klubber Talleres og River Plate